# Rode trui (Ronde van Spanje)
De rode trui (Spaans: maillot rojo) is de trui van de leider van het algemeen klassement in de Ronde van Spanje. Voorheen was de leiderstrui goudkleurig en nog eerder zelfs oranje (eerste twee edities) en wit. De rode trui werd ingevoerd in 2010 en wordt na elke etappe aan de leidende renner van de ronde uitgereikt.
De eerste drager van de rode trui was Mark Cavendish, hij won met HTC-Columbia de openingsploegentijdrit van de 65e Ronde van Spanje.

## Trivia
- Het hoogste aantal verschillende renners dat in één Vuelta de rode trui mocht dragen was negen. Dat was in 2011. De renners Jakob Fuglsang, Daniele Bennati, Pablo Lastras, Sylvain Chavanel, Joaquim Rodríguez, Bauke Mollema, Chris Froome, Bradley Wiggins en Juan José Cobo droegen de trui.

- In 2014 viel Nairo Quintana in de rode trui uit.

- Vier Nederlanders hebben de rode trui gedragen. In 2011 droeg Bauke Mollema de trui één dag, in 2015 droeg Tom Dumoulin de trui zes dagen en in de Ronde van Spanje van 2022 droegen Robert Gesink en Mike Teunissen de rode trui elk één dag.

- Vincenzo Nibali droeg tot nu toe de meeste rode truien: twintig in totaal. Joaquim Rodríguez en Alberto Contador volgen met beiden zeventien rode truien.